# Émile Koehl
Pour les articles homonymes, voir Koehl.
Ne pas confondre avec Émile Cohl
Émile Koehl, né le 8 mars 1921 à Strasbourg (Bas-Rhin), et mort le 6 janvier 2013 dans la même ville, est un homme politique français.

## Biographie
Émile Koehl est conseiller général et adjoint au maire de Strasbourg, pendant des mandats de Pierre Pflimlin et de Marcel Rudloff. Il représente les habitants des quartiers de Koenigshoffen, de l’Elsau et de la Montagne Verte.
Il est député de la 1re circonscription du Bas-Rhin de 1978 à 1993 qui englobe Strasbourg-Centre.
En 2008, Émile Koehl est condamné en correctionnelle à six mois de prison avec sursis et 20 000 € d'amende pour des dysfonctionnements dans la gestion du Foyer du jeune travailleur du Neuhof dont il a été président.

## Détail des fonctions et des mandats
Mandats parlementaires
- 3 avril 1978 - 22 mai 1981 : député de la 1re circonscription du Bas-Rhin
- 2 juillet 1981 - 1er avril 1986 : député de la 1re circonscription du Bas-Rhin
- 2 avril 1986 - 14 mai 1988 : député du Bas-Rhin
- 30 juin 1986 - 8 octobre 1988 : membre de l'Assemblée parlementaire du Conseil de l'Europe
- 13 juin 1988 - 1er avril 1993 : député de la 1re circonscription du Bas-Rhin

Mandats locaux
- 1965 - 1995 : conseiller municipal de Strasbourg
- 1971 - 1984 : adjoint au maire de Strasbourg chargé des affaires sociales
- 1973 - 1988 : conseiller général du canton de Strasbourg-9
- 1976 - 1986 : conseiller régional d'Alsace
- 1984 - 1989 : 1er adjoint au maire de Strasbourg